# Alloperla roberti
Alloperla roberti is een steenvlieg uit de familie groene steenvliegen (Chloroperlidae). De wetenschappelijke naam van de soort is voor het eerst geldig gepubliceerd in 1981 door Surdick.
1. ↑  (en) Alloperla roberti op de IUCN Red List of Threatened Species.